# متروسدرس أقنف
متروسدرس أقنف (الاسم العلمي:Metrosideros decurrens) هو نوع غير مؤكد من النباتات يتبع جنس المتروسدرس من فصيلة الآسية.